# Skoki narciarskie na Zimowej Uniwersjadzie 1995
Skoki narciarskie na Zimowej Uniwersjadzie 1995 – zawody w skokach narciarskich, które przeprowadzane były w dniach 20-25 lutego w Astun, w ramach Zimowej Uniwersjadzy 1995.
W konkursie indywidualnym złoty medal zdobył Japończyk Yukitaka Fukita, drugi był Słoweniec Franci Petek, a trzeci rodak Fukity – Hiroki Uesugi.
W rywalizacji drużynowej na skoczni normalnej zwyciężyli Austriacy, którzy wyprzedzili Japończyków i Słoweńców.

## Konkurs indywidualny (20.02.1995)
| M  | Zawodnik             | Państwo    | Skok 1 | Skok 2 | Punkty |
| -- | -------------------- | ---------- | ------ | ------ | ------ |
| 1  | Yukitaka Fukita      | Japonia    | 94,5   | 94,0   | 241,0  |
| 2  | Franci Petek         | Słowenia   | 93,0   | 90,5   | 235,5  |
| 3  | Hiroki Uesugi        | Japonia    | 87,0   | 92,0   | 226,5  |
| 4  | Ivo Pertile          | Włochy     | 87,0   | 88,5   | 222,0  |
| 5  | Noritaka Kasama      | Japonia    | 87,0   | 90,5   | 219,0  |
| 6  | Roman Kerow          | Rosja      | 92,0   | 83,0   | 216,0  |
| 7  | Siarhiej Zacharenka  | Białoruś   | 77,0   | 90,0   | 203,5  |
| 8  | Pawieł Gajduk        | Kazachstan | 83,0   | 85,0   | 199,5  |
| 9  | Primož Kopač         | Słowenia   | 83,5   | 82,0   | 196,5  |
| 10 | Christian Reinthaler | Austria    | 87,0   | 77,5   | 195,5  |